# 正勤相応
「正勤相応」（しょうごんそうおう、巴: Sammappadhāna-saṃyutta, サンマッパダーナ・サンユッタ）とは、パーリ仏典経蔵相応部に収録されている第49相応。四正勤が述べられている。

## 構成
5品から成る。
1. Gaṅgā-peyyāla-vaggo --- 全12経
2. Appamāda-vaggo
3. Balakaraṇīya-vaggo --- 全12経
4. Esanā-vaggo --- 全10経
5. Ogha-vaggo --- 全10経

## 日本語訳
- 『南伝大蔵経・経蔵・相応部経典6』（第16巻下） 大蔵出版
- 『原始仏典II 相応部経典6』 中村元監修 春秋社